# Mind (慈善団体)
Mind（マインド）は、英国のイングランドとウェールズにおいて活動する、メンタルヘルス関連の慈善団体である。1946年に国立メンタルヘルス協会（National Association for Mental Health、NAMH）として設立され、2006年に60周年を迎えた。
Mindは人々にメンタルヘルス問題の情報を提供、助言し、また政府・自治体に対してロビー活動を行っている。また市民に対し、メンタルヘルス問題の啓発・広報活動も行っている1982年にはメンタルヘルス活動に対して「Book of the Year」賞を受賞し、また他にも賞を3つ受けている。
Mindは180以上の地域拠点（単体もしくは協賛）を持っており、居住支援、一時シェルター、ケアホーム、外来センター、自助グループなどを提供している。地域拠点は非常に多々存在しているため、それらが単一の方針・枠組みで活動していると誤解されがちであるが、Mindは全国ブランドであり、地域拠点はそれぞれユニークな活動を行っている。だが、目的および倫理ガイドラインについては共通である。

## 財政

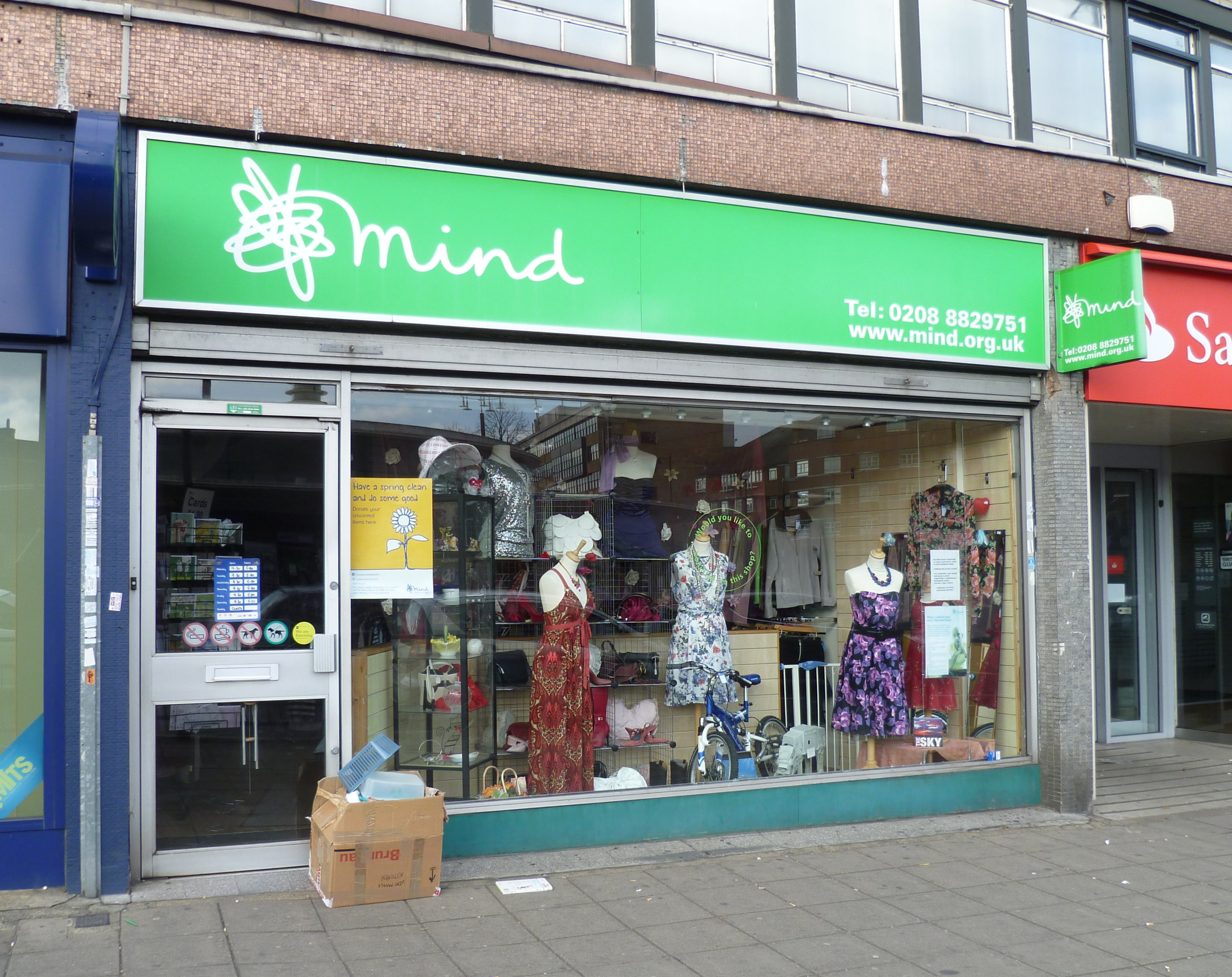
A Mindのチャリティーショップ（ロンドン）

中央のMindはイングランドとウェールズにおいて、寄付、スポンサーシップを受け付けており、またチャリティーショップを運営している。それぞれの地域拠点は、各々が独自採算の独立した慈善団体であるが、いくつかのプロジェクトについては中央のMindから資金が充てられる。2009年の場合、地域拠点の収入は合計すると8700億ポンド、中央Mindが2500億ポンド、全体では1兆1,200億ポンドであった。一部の地域拠点については、その収入の多くは自治体やNHS組織から（74%）であると報告されちえる。
Mindはその方針として、企業からは一般的に支援を受け付けているが、しかし製薬会社からの資金は一切受け入れないとしている。これはすべての地域拠点でも同様で、製薬会社からは、イベント、カンファレンスなどで寄付や支援は受け入れていない。